# Williams FW05
Der Williams FW05 (teilweise – unrichtig – auch Wolf-Williams FW05 genannt) war ein Formel-1-Rennwagen, der in der Saison 1976 von dem britischen Rennstall Walter Wolf Racing eingesetzt wurde. Das Modell war 1975 bei Hesketh Racing entstanden und hatte dort die Bezeichnung Hesketh 308C getragen.

## Hintergrund

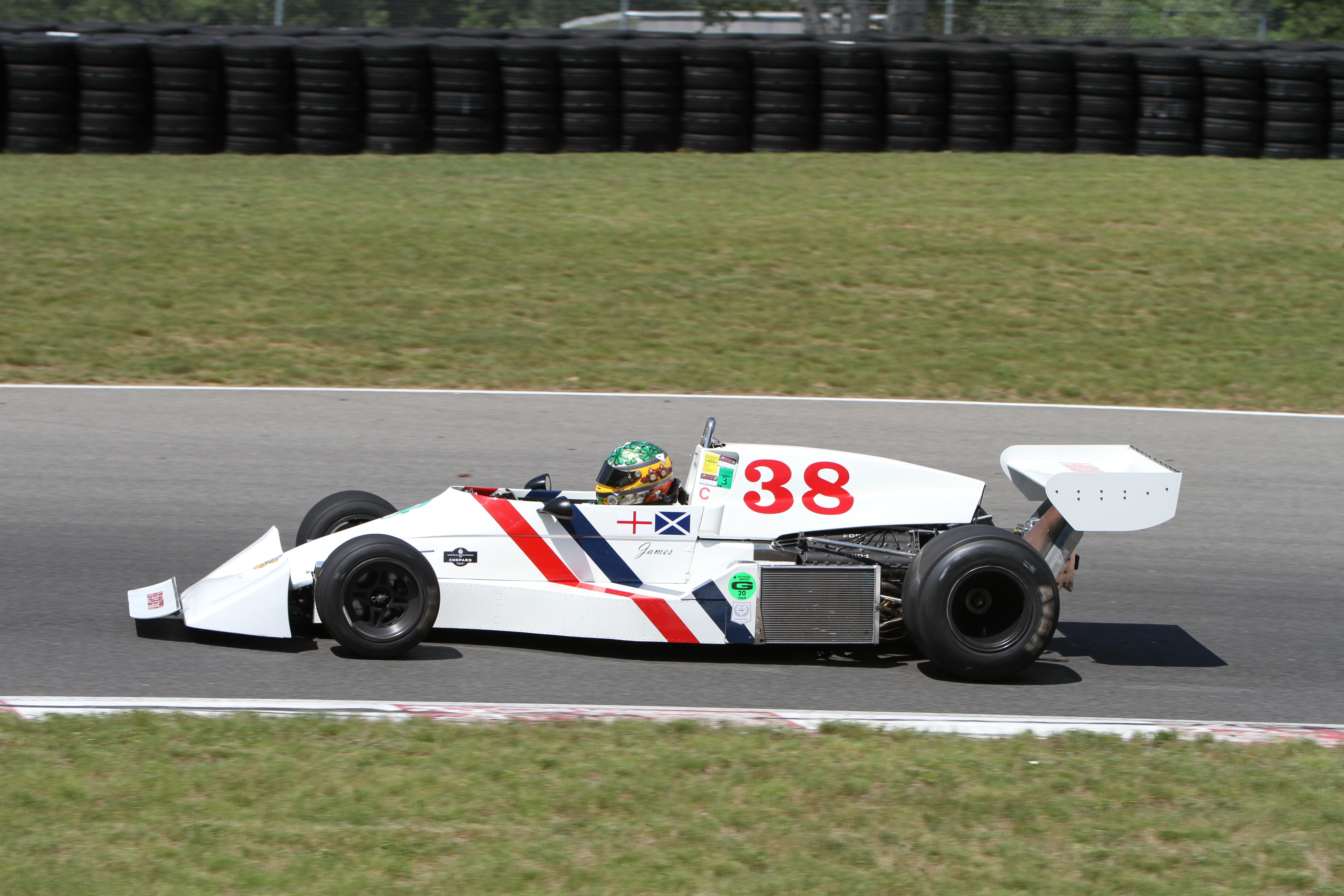
Hesketh 308C

Der Ursprung des Williams FW05 liegt im britischen Team Hesketh Racing. Der von Alexander Hesketh gegründete Rennstall war erstmals 1973 als Kundenteam in der Formel 1 angetreten und hatte ab 1974 eigene Autos vom Typ 308 eingesetzt. Konstrukteur war Harvey Postlethwaite. Nachdem das Team die Saison 1975 mit überarbeiteten Versionen des 308 begonnen hatte, stellte es im August 1975 mit dem Typ 308C eine Neukonstruktion vor. Der Wagen folgte den Linien des 1974er 308, war aber kompakter, hatte eine modifizierte Aerodynamik und eine eigenständige Aufhängung. Hesketh setzte den 308C im Herbst 1975 bei zwei Rennen für James Hunt ein, der bei beiden Anläufen in die Punkteränge kam. Zum Ende des Jahres geriet Hesketh Racing in wirtschaftliche Schwierigkeiten, woraufhin sich der Gründer aus dem Rennstall zurückzog. Der bisherige Teammanager Anthony „Bubbles“ Horsley betrieb den Rennstall in eigener Verantwortung weiter. Um Geld für die kommende Saison zu erhalten, verkaufte er alle Exemplare des 308C an das konkurrierende Team Frank Williams Racing Cars.
Frank Williams’ Rennstall – der Vorgänger des heutigen Formel-1-Teams Williams F1 – war seit 1969 in der Formel 1 engagiert. In einigen Jahren arbeitete der Rennstall als Kundenteam, ab 1973 aber produzierte es eigene Rennwagen, die im Hinblick auf die Hauptsponsor – den italienischen Automobilhersteller Iso Rivolta und die Zigarettenmarke Marlboro – anfänglich als Iso-Marlboro bezeichnet wurden. Nachdem sich Williams im Frühjahr 1975 von Iso getrennt hatte, wurden die Autos nachträglich als FW 01 bis 04 (FW für Frank Williams) bezeichnet. Zu dieser Zeit galt Williams als „Hungerleider der Formel 1“.
Sein Rennstall war nicht erfolgreich. Die Autos hatten ein geringes technisches Niveau und waren aufgrund schwacher Finanzen nur schlecht gewartet.
Die Lage änderte sich Ende 1975. Frank Williams ging eine Verbindung mit dem österreichisch-kanadischen Unternehmer Walter Wolf ein, der Anteile des Teams übernahm und die Mittel für einen technischen Neuanfang des Teams bereitstellte. Mit Wolfs Geld kaufte Williams alle drei Exemplare des Hesketh 308C, die er ab 1976 mit nur geringen technischen Veränderungen unter der Bezeichnung Williams FW05 an den Start brachte.
Nach den ersten Rennen der Saison 1976 wurde der Rennstall von Frank Williams Racing Cars (kurz: Williams) in Walter Wolf Racing umbenannt; die Fahrzeuge behielten allerdings die Bezeichnung Williams bei.

## Technik
Konstrukteur des Autos war Harvey Postlethwaite. Das Auto hatte ein flaches Monocoque aus Aluminium, das in der ersten Version zu schwach dimensioniert war und zu Verwindungen neigte. Nach ersten Testfahrten mussten nachträglich Verstärkungen eingebaut werden. Die Frontpartie spitzte zur Vorderachse hin flaschenhalsförmig zu. Die Kühler waren im hinteren Teil der Seitenkästen untergebracht. Das erste Exemplar des Wagens hatte eine sehr schmale Spur. Sie sollte die Aerodynamik verbessern, verschlechterte aber das Handling. Nach den Testfahrten wurde die Spur verbreitert. Das zweite Exemplar des Autos wurde von Anfang an mit breiterer Spur aufgebaut. Die Vorderradaufhängung bestand aus Dreieckslenkern mit extrem kurzen oberen Kipphebeln, im Vergleich zu Ferrari war die Radaufhängung extrem klein dimensioniert. Die hinteren Bremsscheiben befanden sich, innenliegend, direkt neben dem Getriebe.
Ein besonderes Element des Autos war die sogenannte Aeron-Gummifederung an der Vorderachse. Postlethwaite hatte das Chassis – ursprünglich auf eine Federung aus Titan-Schraubenfedern – auch für eine Gummifederung/Stoßdämpfereinheit am Vorderrad konzipiert. Die Gummifederung sollte Gewicht sparen und einfacher zu handhaben sein. Williams übernahm diese Konstruktion unverändert für 1976.
Als Antrieb diente ein Cosworth-DFV-Achtzylinder; die Kraftübertragung erfolgte über ein FGA-400-Fünfganggetriebe von Hewland. Das Leergewicht des FW05 wurde Anfang 1976 mit 595 kg angegeben, 15 kg mehr als der Hesketh 308C bei seiner Vorstellung hatte. Der Tankinhalt der drei Tanks – zwei neben, einer hinter dem Fahrersitz – wurde mit 182 Liter angegeben.
Frank Williams’ langjähriger Partner Patrick Head überarbeitete Postlethwaites Konstruktion im Winter 1975/76 in einigen Details. Er hielt das Auto für untauglich und erklärte später, anhand des 308C bzw. FW05 habe er gelernt, wie man Rennwagen nicht konstruiere.

## Produktion
Hesketh produzierte im Herbst 1975 drei Chassis des 308C:
- Das Chassis Nr. 308C/1 wurde in der Saison 1975 aufgebaut. Es war das einzige Exemplar des 308C, das bei Hesketh komplettiert wurde. James Hunt fuhr diesen Wagen 1975 bei zwei Formel-1-Rennen.
- Vom Chassis Nr. 308C/2 entstanden 1975 nur Einzelteile. Die Komplettierung erfolgte erst im Frühjahr 1976 bei Williams.
- Das dritte Chassis (Nr. FW05/3) stellten die Williams-Mechaniker erst im Frühsommer 1976 aus Ersatzteilen fertig.

## Renneinsätze
Die Williams FW05 wurden in der Formel-1-Weltmeisterschaft sowie in der Aurora-AFX-Formel-1-Serie eingesetzt.

### Formel 1

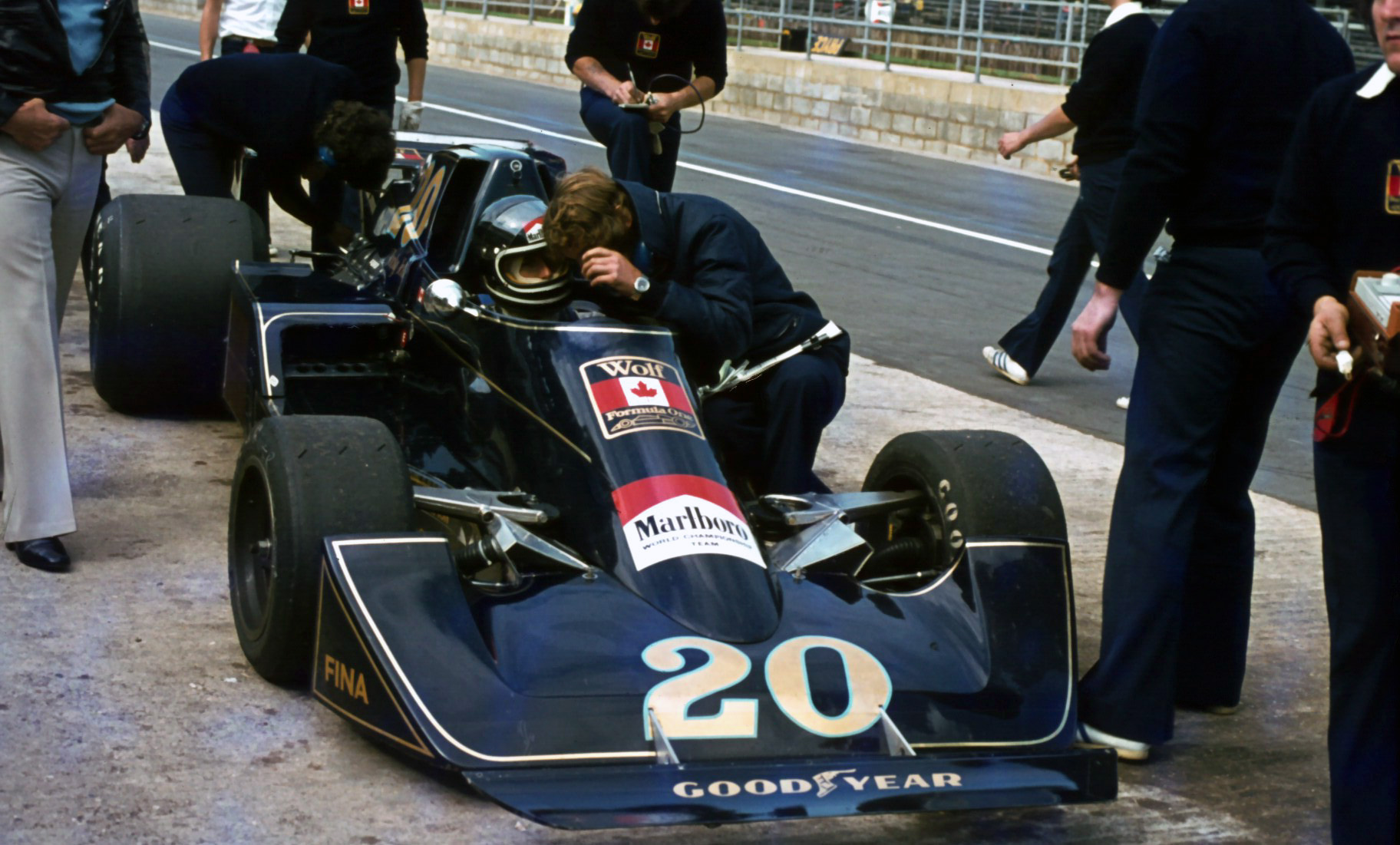
Jackie Ickx im Williams FW05

Das Team Walter Wolf Racing, das zum Jahreswechsel 1975/76 aus Frank Williams Racing Cars hervorgegangen war, brachte 1976 zeitweise zwei Exemplare des FW05 an den Start. Stammfahrer war anfänglich Jackie Ickx. Er fuhr überwiegend das bereits im Vorjahr von Hunt eingesetzte Chassis 308C/1. Ickx kam viermal ins Ziel. Sein bestes Ergebnis war der siebente Platz beim Großen Preis von Spanien. Dies war zugleich das beste Ergebnis des Teams in diesem Jahr. Dem Rennergebnis standen vier verpasste Qualifikationen des Belgiers gegenüber. Nach dem Großen Preis von Frankreich wurde er daraufhin durch Arturo Merzario ersetzt, der sich mit dem neu aufgebauten FW05/3 regelmäßig qualifizierte. Merzario kam allerdings nie ins Ziel. Bei allen sechs Anläufen fiel er vorzeitig aus; in zwei Fällen war dies auf Fahrfehler Merzarios zurückzuführen.
Das zweite Fahrzeug (Chassis 308C/2) meldete Wolf siebenmal für Michel Leclère. Leclère kam fünfmal ins Ziel; sein bestes Ergebnis war der 10. Platz beim Großen Preis von Spanien. Vor seinem Heimatrennen löste das Team den Vertrag mit Leclère auf. Im weiteren Verlauf der Saison wurde das Chassis mehreren Fahrern überlassen, die zumeist für die Fahrgelegenheit zahlen mussten:
- Beim Großen Preis von Kanada übernahm Chris Amon den zweiten FW05. Anders als die Piloten, die das Fahrzeug später bewegten, war Amon kein Paydriver. Sein Einsatz erfolgte auf Bitten Walter Wolfs, der mithilfe des etablierten und erfahrenen Amon die Qualität des FW05 prüfen wollte. Im Qualifikationstraining kollidierte Amon nach einem Dreher mit Harald Ertl, der im Werks-Hesketh antrat. Durch den Zusammenstoß war der FW05 so stark beschädigt, dass Amon nicht am Rennen teilnehmen konnte. Der 308/2 wurde danach nicht wieder aufgebaut.

- Für den Großen Preis der USA-Ost reaktivierte das Team den im Sommer 1976 stillgelegten 308C/1. Das Auto wurde für den Neuseeländer Warwick Brown gemeldet, der hier sein einziges Formel-1-Rennen bestritt. Brown qualifizierte sich für den 23. Startplatz und kam mit fünf Runden Rückstand als 14. und letzter ins Ziel.

- Für den Großen Preis von Japan schließlich verpflichtete das Team den japanischen Rennfahrer Masami Kuwashima. Kuwashima nahm mit dem 308C/1 am Freitag vor dem Rennen am freien Training teil. Dabei erreichte er eine Trainingszeit, die fünf Sekunden über der des späteren Pole-Fahrers Mario Andretti lag. Nach dem Freitagstraining zog sich Kuwashimas Sponsor überraschend zurück. Williams ersetzte Kuwashima daraufhin unverzüglich durch Hans Binder, der sich für den 25. Startplatz qualifizierte, im Rennen aber mit technischem Defekt ausfiel.[13]

Einen besonderen Einsatz gab es bei der BRDC International Trophy im April 1976: Bei diesem nicht zur Formel-1-Weltmeisterschaft zählenden Rennen ging der etablierte amerikanische Rennfahrer Mario Andretti im FW05 für Wolf an den Start. Andretti war 1976 anfänglich beim Lotus-Werksteam unter Vertrag gewesen, hatte das Team aber verlassen, um für den amerikanischen Rennstall Vel’s Parnelli Jones an den Start zu gehen. Parnelli stellte bereits nach zwei Großen Preisen im März 1976 den Rennbetrieb unerwartet ein. Um wieder mit der Formel 1 in Kontakt zu kommen, nutzte Andretti die Chance, zwei Wochen später bei der International Trophy für Williams an den Start zu gehen. Bei diesem Rennen wurde er Siebter. In der Folgezeit erneuerte Lotus den Vertrag mit Andretti.

### Aurora Serie
In den Jahren 1977 und 1978 wurden zwei FW05 in der britischen Aurora FX Serie eingesetzt. Fahrer waren Derek Cook und John Cooper.